# Pflum Orsi
Pflum Orsi (született Pflum Orsolya, Budapest, 1972. november 23. –) magyar énekesnő, műsorvezető.

## Életpályája
Pflum Orsolya a budapesti Vasutas Zeneiskolában kezdett klasszikus éneket tanulni, majd a dzsessz stílust is elsajátította. Ezzel egy időben felvételt nyert a Liszt Ferenc Zeneművészeti Egyetemre, ahol 2000-ben diplomázott.
Szerepelt a Magyar Televízióban, valamint énekesként közreműködött Robin Williams Magyarországon forgatott Hazudós Jakab című filmjében. Többször énekelt az RTL Klub Hangszál című zenés műsorában. Rendszeresen koncertezik Svájcban és Németországban, 1999-ben fellépett a Gronauban megrendezett nemzetközi jazzfesztiválon. Cserháti Zsuzsa állandó vokalistája volt, énekel az Adj még a tűzből, valamint a Várj! című lemezén is. Koncertfellépései és stúdiómunkái mellett énekel a Pesti Magyar Színház Godspell című darabjában is.
A TV2 tehetségkutató műsorába, a Megasztárban szerepelt 2004-ben és 2005-ben, ahol bekerült a 12 döntős versenyző közé. Két aranylemez birtokosa, valamint 2005-ben közreműködött a Megasztárok karácsonya című nagylemezen.
A Magyar Televízió által szervezett 2008-as Eurovíziós Dalfesztivál magyarországi előválogatóján is részt vett a Távol című dalával, ahol tizennyolc ponttal, a nyolcadik helyen végzett. Magyarországot végül Csézy képviselte.
Amr Moustafa egyiptomi énekessel készített, több nyelven megjelent duettje nagy siker lett az összes arab országban. A magyar verzió címe: Két táj, két szív.
2015 óta az M1 Hungary reports című hírműsorának egyik műsorvezetője. 2017-ben Sipos Dávid Güntherrel közösen vezették a Dunán A Dal 2017 eurovíziós nemzeti dalválasztó show háttérműsorát, A Dal Kulisszát, majd 2018-ban Forró Bencével látta el újra ezt a feladatot. 2018 májusában az Eurovíziós Dalfesztivál lisszaboni tudósítójaként vett részt a nemzetközi versenyen. 2021-től az M1 Ma éjjel című műsorsávjának vezető házigazdája.

## Színházi szerepei
A Színházi adattárban regisztrált bemutatóinak száma kettő.
| Darab                    | Szerep | Színház                       | Bemutató             | Forrás |
| ------------------------ | ------ | ----------------------------- | -------------------- | ------ |
| A 3 testőr               |        | Budapest Kongresszusi Központ | 2006. október 13.    | [ 2 ]  |
| They're Playing Our Song | N/A    | Merlin Színház                | 2002. szeptember 27. | [ 3 ]  |